# Pionus
Pionus, česky amazónek, je rod papouškovitých z Latinské Ameriky. Vzhledem jsou podobní amazoňanům. Mají robustní tělo a krátký ocas, křídla dávají pod sebe například jako kachny. Velká většina zástupců má zelené a modré peří. Mají ostré a vysoké hlasy. Rod se vyskytuje především v Ekvádoru, Peru, Bolívii, Kolumbii a dalších jihoamerických zemích, a dále ve Střední Americe a Mexiku. Samička a samec si jsou podobní, pohlavní dimorfismus je pouze nevýrazný.

## Chov
Amazónci jsou se s oblibou chovají v zajetí, protože mají pestré zbarvení, neničí zařízení a nejsou příliš hluční. Papoušci jsou často náchylní k obezitě, proto je doporučováno jim dávat lehčí stravu s vysokým obsahem ovoce a zeleniny. Jsou také náchylní na nemoci způsobené vlhkem, proto je důležité často vyměňovat vzduch ve vnitřní ubikaci. (Objem vzduchu celé místnosti se má obměnit 8×-10× za hodinu.)
Amazónky lze chovat v ubikacích o velikosti 1,8 × 0,9 × 0,9 m (d × v × š). Pokud mají větší výlet, lze se vyvarovat problémů s obezitou.

## Zástupci
Počet rozeznaných druhů v rámci rodu se pohybuje od 7–9 v závislosti na taxonomické autoritě. Integrovaný taxonomický informační systém rozeznává 7 druhů, a sice:
- Amazónek bronzovokřídlý, Pionus chalcopterus (Fraser, 1841)
- Amazónek tmavý, Pionus fuscus (Statius Muller, 1776)
- Amazónek šupinkový, Pionus maximiliani (Kuhl, 1820)
- Amazónek modrohlavý, Pionus menstruus (Linnaeus, 1766)
- Amazónek běločelý, Pionus senilis (Spix, 1824)
- Amazónek červenozobý, Pionus sordidus (Linnaeus, 1758)
- Amazónek růžovohlavý, Pionus tumultuosus (Tschudi, 1844)

IUCN naívc ještě rozeznává 2 další druhy:
- Amazónek modrohlavý brazilský, Pionus reichenowi Heine, 1884
- Amazónek bělohlavý, Pionus seniloides (Massena & Souancé, 1854)